# Gazzola
Gazzola (Gaśöla [ɡaˈzøːlɐ] o [ɡaˈzoːlɐ] in dialetto piacentino) è un comune italiano di 2 175 abitanti della provincia di Piacenza in Emilia-Romagna.

## Geografia fisica
Il territorio comunale è piuttosto vasto ed è distribuito tra la bassa collina, con le prime propaggini dell'Appennino ligure, nella zona di produzione vitivinicola DOC dei colli piacentini, nella parte sud del territorio, che si presenta in gran parte boscata, e l'estremità meridionale della pianura Padana, nella parte nord del comune. La parte occidentale, compreso il capoluogo, è situata in val Luretta, sulla sponda destra del torrente Luretta, che funge da confine con il comune di Agazzano, mentre quella orientale in val Trebbia, sulla sponda sinistra del fiume Trebbia, che funge da confine con i comuni di Gossolengo e Rivergaro.

## Storia
Nella zona tra Rivalta, Croara ed il confinante comune di Rivergaro sono stati trovati reperti di epoca paleolitica datati tra i 100 000 e i 50 000 anni prima di Cristo.
Il territorio fu sede di stanziamenti romani tra i quali il fundus Momelianus e Licinianus, i futuri Momeliano e Lisignano, citati all'interno della tavola alimentaria Traianea di Veleia.
Nel 218 a.C. tra i corsi della Trebbia del Luretta viene combattuta la battaglia della Trebbia nella quale Annibale infligge una pesante sconfitta all'esercito romano guidato dal console Tiberio Sempronio Longo.

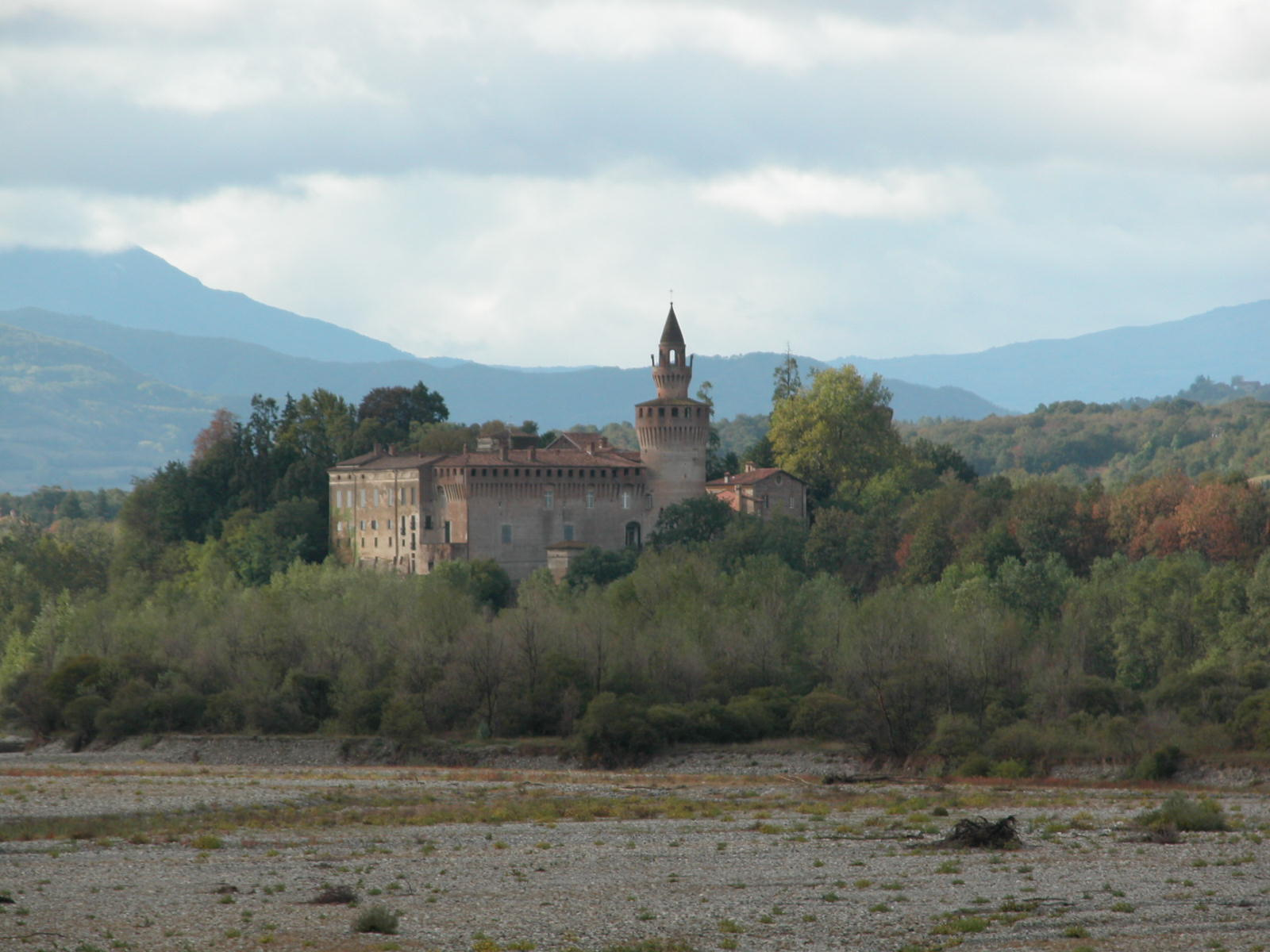
Il castello di Rivalta

Nel Medioevo, con la dominazione dei franchi molte terre vennero acquisite dai vari monasteri presenti nella città di Piacenza. Dopo l'undicesimo secolo, a causa delle lotte feudali, furono realizzate molte fortezze nella zona: oltre ai principali castelli vennero costruite anche case-torri, rimaste visibili sul territorio nonostante le numerose trasformazioni e modifiche subite.
Possesso dei Malaspina nel XII secolo, per iniziativa dei consoli del libero comune di Piacenza, all'inizio del secolo successivo fu liberata: in seguito fu coinvolta nelle guerre tra guelfi e ghibellini, nell'ambito di questi scontri, nel 1255, il podestà di Piacenza Oberto Pallavicini ordinò la distruzione dei castelli della zona.
Nel 1302 Gazzola, insieme a Travo e Pigazzano, viene concessa a Riccardo Anguissola da parte di Alberto I d'Asburgo. In quegli anni il Castello di Rivalta diventa di proprietà della famiglia Landi, il castello viene poi distrutto nel 1322 da Galeazzo I Visconti, forse invaghitosi della moglie di Obizzo Landi.
Nel 1372 i castelli della zona furono occupati dalle truppe del papa, in guerra con i Visconti. Entrata la zona nel Ducato di Parma e Piacenza, nel 1636 6 000 spagnoli assediarono il borgo di Rivalta nel corso della guerra contro Odoardo I Farnese. Il castello subì poi altri assedi nel 1746 da parte dei tedeschi e nel 1799 da parte delle truppe napoleoniche.
Originariamente frazione del comune di Rivalta Trebbia, a cui nel 1807 era stato aggregato il comune di Momeliano, Gazzola diventa sede del comune nel 1870, pur senza che ciò comporti il cambio di denominazione comunale, che avviene in seguito, nel 1889.
Nell'aprile 1945, nell'ambito della resistenza partigiana combattuta durante la seconda guerra mondiale, il castello di Monticello è teatro di una sanguinosa battaglia tra circa 400 militi delle brigate nere di Mantova e delle SS italiane e un gruppo di circa 30 partigiani, comandato da Gino Cerri, detto "Cicogna", che si erano rifugiati all'interno del forte. La battaglia, una delle più importanti della resistenza piacentina, viene vinta dalle forze partigiane, anche grazie all'arrivo in supporto di rinforzi guidati da Cesare Rabaiotti, detto il Moro, e da Lino Vescovi, detto il Valoroso, il quale trova la propria morte durante gli scontri.

### Simboli
Lo stemma del Comune di Gazzola è stato concesso con regio decreto del 5 settembre 1929.
È raffigurata una gazza, alludente al nome del Comune, posata sul pozzo che un tempo si trovava nel cortile del castello del XIII secolo, al quale si attribuiva il potere di prevedere le variazioni meteorologiche e che veniva consultato dai contadini per il lavoro dei campi, poiché nel suo interno si sentiva il fragore del vento o il suono della pioggia 24 ore prima del loro arrivo.
Il gonfalone è un drappo di verde.

## Monumenti e luoghi d'interesse

### Architetture militari
- Torre di Canneto di Sopra: torre a pianta rettangolare caratterizzata da mura scarpate alle quali è addossato un edificio di costruzione successiva. Probabilmente costruita come avamposto al servizio del vicino castello di Rivalta, presenta un unico ingresso protetto dall'alto da una caditoia[15].
- Castello di Gazzola: adibito a sede del municipio, alla quale si accede da quello che era originariamente un cortile interno. Pesantemente rimaneggiato, la parte dell'edificio che mantiene l'aspetto originale medievale è quella che si affaccia sui campi retrostanti[7].
- Castello di Lisignano: castello a pianta rettangolare con torrioni cilindrici agli angoli, circondato da un fossato alimentato dalle acque del torrente Luretta[16].
- Castello di Momeliano: chiamato castel Basini dal nome dei proprietari, viene citato a partire dal XIV secolo: nel 1372 viene occupato dalla truppe papali e ospita il cardinale Pietro Buturicense. Negli anni successivi passa più volte di mano tra le famiglia Albanesi, Ceresa, Bottigella e Radini Tedeschi. Il forte divenne di proprietà dei Basini nell'Ottocento[17].
- Torre di Momeliano: torre costruita con tutta probabilità durante il XV secolo, forse con una funzione di supporto al vicino castello. Originariamente l'edificio a pianta quadrata era circondato da un fossato su cui davano direttamente i muri perimetrali scarpati in sasso. L'interno presenta due piani con volte a ombrello e lunette contenenti gli stemmi di alcune casate nobiliari[18].
- Castello di Monticello: posto a 549 m s.l.m. sul crinale tra la val Luretta e la val Trebbia, viene citato per la prima volta nel 1372 quando venne occupato da truppe al servizio del Papa. Nel 1945 fu teatro di una battaglia tra partigiani e nazifascisti in cui trovò la morte il partigiano Lino Vescovi[19].

- Castello di Rezzanello: ben conservata struttura a pianta trapezoidale, presenta torri di forma circolare agli angoli. Appartenne già dall'XI secolo ai monaci benedettini di San Savino[20].
- Castello di Rivalta: borgo fortificato eretto su una roccia a picco sul fiume Trebbia e dominato dal castello; nella seconda metà del XV secolo l'architetto Guiniforte Solari trasformò il maniero in una grandiosa residenza nobiliare[21].
- Castello di Tuna: antichissimo fortilizio posto a supporto di una delle più antiche pievi del piacentino. Viene citato in un atto del 1471 con il quale il conte Bartolomeo Scotti acquistava un terreno sul quale sorgevano le rovine del castello. Documentato nel 1498 come Castelvecchio di Tuna, è stato in seguito completamente distrutto e di esso rimane soltanto la traccia storica[22].
- Castel Roveto: situato nelle vicinanze della frazione di Momeliano, nel XIV secolo fu di proprietà di Nicolò Amici, i cui figli lo cedettero a Pietro Anguissola nel 1322. Nel 1368 passò alla famiglia Ferrari che nel 1680 avviò la costruzione dell'oratorio e, in seguito, rimaneggiò pesantemente il forte[23].

## Società

### Evoluzione demografica
Abitanti censiti

## Economia
Tradizionalmente, l'attività economica prevalente a Gazzola fino alla seconda metà del XX secolo è stata l'agricoltura che si caratterizzava come l'unica attività produttiva diffusa a livello locale con una produzione concentrata in prevalenza su cereali, uva, barbabietola da zucchero, frutta, ortaggi e foraggi per bovini da latte. Tuttavia queste attività hanno conosciuto un rapido declino dopo la metà del secolo. Le attività di questo settore ancora presenti si concentrano nella porzione pianeggiante del territorio comunale caratterizzata da terreni irrigui di media fertilità dediti principalmente all'allevamento bovino e a colture industriali come il pomodoro. Nella fascia territoriale dove la pianura lascia il posto ai primi rilievi sono ancora presenti insediamenti agricoli di tipo estensivo dediti alla produzione di prodotti tipici e spesso associati ad attività turistiche ed agrituristiche, mentre nella zona di alta collina l'attività agricola, pur se ancora presente in alcuni casi risulta scarsamente vantaggiosa a causa delle caratteristiche del territorio.
A partire dagli anni '90 del XX secolo ha conosciuto una buona espansione l'attività produttiva, così come per altri comuni della prima e seconda cintura del capoluogo provinciale, che ha superato l'agricoltura per numero di addetti impiegati; l'attività prevalente in questo settore è la lavorazione di prodotti metallici, ferrosi in particolare, all'interno della quale spicca la produzione di raccordi per oleodotti. Altre attività diffuse sono la realizzazione di componenti metalliche parte dei telai di finestre e porte finestre e la lavorazione del legno. La principale area artigianale del comune si trova immediatamente a nord del capoluogo, mentre non sono presenti attività industriali a ciclo continuo.

## Infrastrutture e trasporti
Tra il 1907 e il 1933 il comune fu servito dalla tranvia Piacenza-Agazzano, lungo la quale si trovavano le fermate di Tuna, Famiglia, Gazzola, Bottarone e Lisignano.
Il territorio comunale è attraversato dalla strada provinciale 7 di Agazzano che collega San Nicolò di Rottofreno con Agazzano, dalla strada provinciale 40 di Statto che si dirama dalla strada provinciale 7 a Tuna e raggiunge Travo e dalla strada provinciale 28 bis di Gossolengo che collega, tramite un ponte sul fiume Trebbia, la strada provinciale 40 con la strada provinciale 28 di Gossolengo.

## Amministrazione
Di seguito è presentata una tabella relativa alle amministrazioni che si sono succedute in questo comune.
| Periodo        | Periodo        | Primo cittadino   | Partito                                                   | Carica               | Note          |
| -------------- | -------------- | ----------------- | --------------------------------------------------------- | -------------------- | ------------- |
| 1963           | 1º luglio 1985 | Luigi Francesconi |                                                           | Sindaco              |               |
| 1º luglio 1985 | 14 giugno 2004 | Luigi Francesconi | Democrazia Cristiana, centro, lista civica                | Sindaco              | [ 33 ]        |
| 14 giugno 2004 | 8 giugno 2009  | Stefano Tramelli  | Lista civica di centro-destra                             | Sindaco              | [ 33 ]        |
| 8 giugno 2009  | 26 maggio 2014 | Luigi Francesconi | Lista civica di centro-destra                             | Sindaco              | [ 33 ]        |
| 26 maggio 2014 | 12 marzo 2015  | Luigi Francesconi | Lista civica di centro-destra: Per Gazzola e la sua gente | Sindaco              | [ 33 ]        |
| 12 marzo 2015  | 6 giugno 2016  | Simone Maserati   | Lista civica di centro-destra: Per Gazzola e la sua gente | Vicesindaco reggente | [ 33 ]        |
| 6 giugno 2016  | 3 ottobre 2021 | Simone Maserati   | Lista civica di centro-destra: Per Gazzola e la sua gente | Sindaco              | [ 33 ]        |
| 3 ottobre 2021 | in carica      | Simone Maserati   | Lista civica di centro-destra: Per Gazzola e la sua gente | Sindaco              | [ 33 ] [ 34 ] |

### Altre informazioni amministrative
Il comune è stato amministrato quasi ininterrottamente per 47 anni dalla stessa persona: infatti Luigi Francesconi è stato eletto sindaco di Gazzola per la prima volta nel 1963 e lo è stato fino al 12 marzo 2015 quando è morto all'età di 84 anni. La sua guida del comune ha avuto una sola interruzione di cinque anni tra il 2004 e il 2009 durante i quali aveva ricoperto il ruolo di vice sindaco. Nelle elezioni del maggio 2014 si era presentato a capo di una lista civica ottenendo il 63,9% dei voti validi.
Tra il 2006, anno della costituzione dell'ente, e il 2009 e, ancora, tra il 2014 e il 2017, anno al termine del quale è stata formalizzata l'uscita del comune dall'ente, Gazzola ha fatto parte dell'Unione Comuni Bassa Val Trebbia e Val Luretta. Nell'ultimo periodo di permanenza l'unione era composta, oltreché da Gazzola, dai comuni di Agazzano, Calendasco, Gossolengo, Rivergaro, Rottofreno e Sarmato.

## Sport

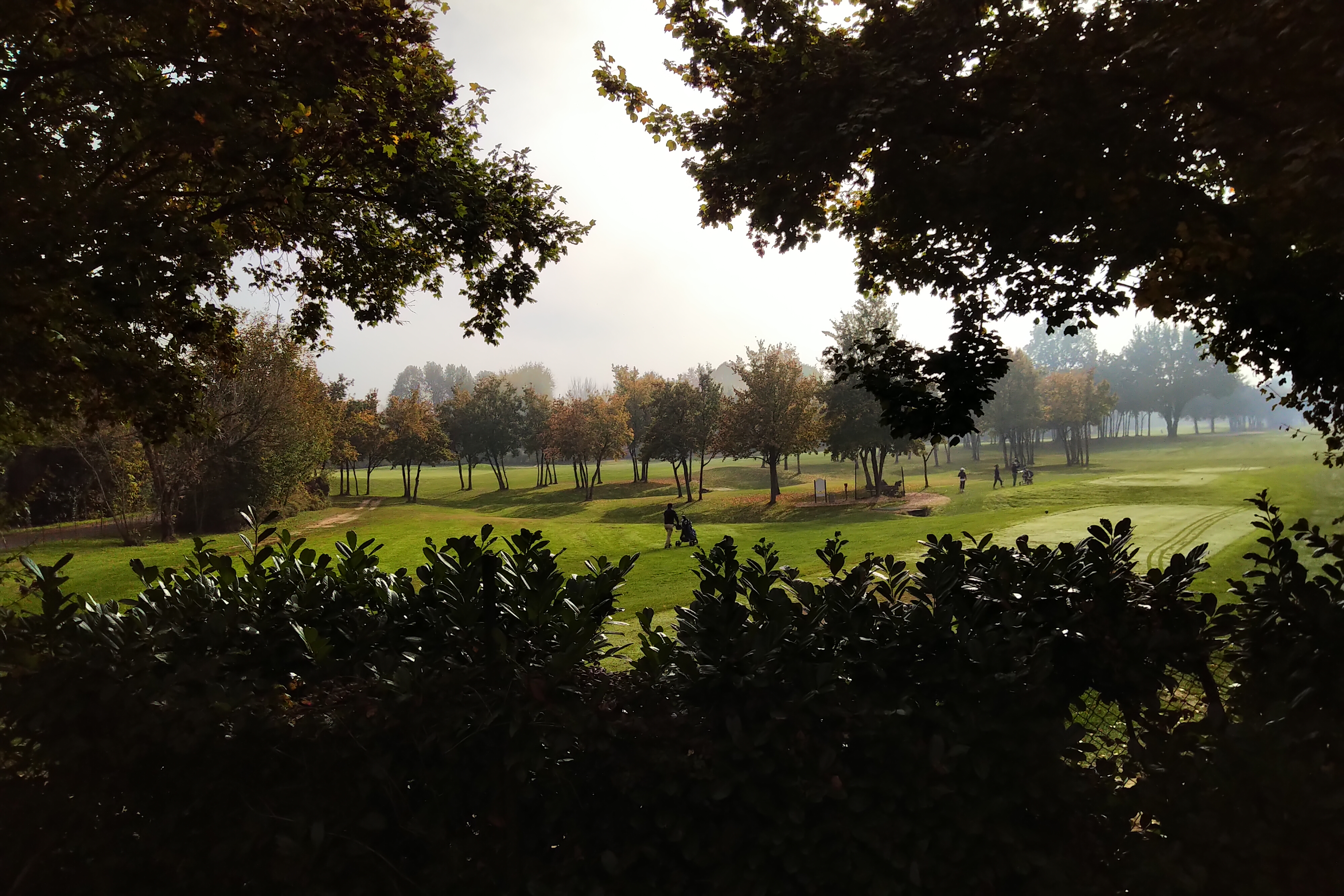
Il campo da golf di Croara

### Calcio
La principale squadra di calcio del comune è stata fino al 2015 l'A.S.D. Gazzola, militante nella sua ultima stagione, nel campionato di Seconda Categoria. A partire dalla stagione 2015-2016 la società si è fusa con la Pontolliese, sodalizio militante all'epoca nello stesso campionato e con sede a Ponte dell'Olio, sempre in provincia di Piacenza, andando a formare l'A.S.D. Pontolliese Gazzola, che rappresenta entrambi i comuni e disputa le proprie partite casalinghe presso il campo Cementirossi di Ponte dell'Olio. AL termine della stagione 2017-2018 la squadra ha ottenuto la promozione nel campionato di Prima Categoria, campionato in cui milita nella stagione 2020-2021.

### Golf
Nei pressi della frazione di Croara si trova un campo da golf da 18 buche aperto nel 1976 con un percorso da 9 buche e, in seguito, ampliato nel 1983 su progetto dell'architetto Croze.